# Districtul civil Armstrong Grove, comitatul Emmet, Iowa
Distrcitul civil Armstrong Grove, conform originalului Armstrong Grove Township, este unul din cel 12 districte civile (în engleză townships) din comitatul Emmet, statul Iowa, Statele Unite ale Americii. Conform datelor funizate de United States Census Bureau pentru anul 2000, populația sa fusese de 1.192.

## Geografie
Conform datelor colectate de United States Census Bureau, districtul civil Armstrong Grove acoperă o suprafață de 94.41 kilometri pătrați (sau de 36.45 square miles).

## Orașe, târguri și sate
- Armstrong

## Localități ne-încorporate
- Halfa la 43°21′07″N 94°32′31″W / 43.3519039°N 94.5419215°V

## Districte civile adiacente
- Iowa Lake Township (nord)
- Eagle Township, Kossuth County (nord-est)
- Swea Township, Kossuth County (est)
- Seneca Township, Kossuth County (sud-est)
- Denmark Township (sud)
- Jack Creek Township (sud-vest)
- Swan Lake Township (vest)
- Lincoln Township (nord-vest)

### Cimitire
Există trei cimitire în district, Armstrong Grove, Mount Calvary și Saint Marys Catholic.

### Drumuri importante
- Iowa Highway 9
- Iowa Highway 15

## Districte școlare
- Armstrong-Ringsted Community School District

## Districte politice
- Iowa's 4th congressional district
- State House District 7
- State Senate District 4